# Gołąbek mączysty

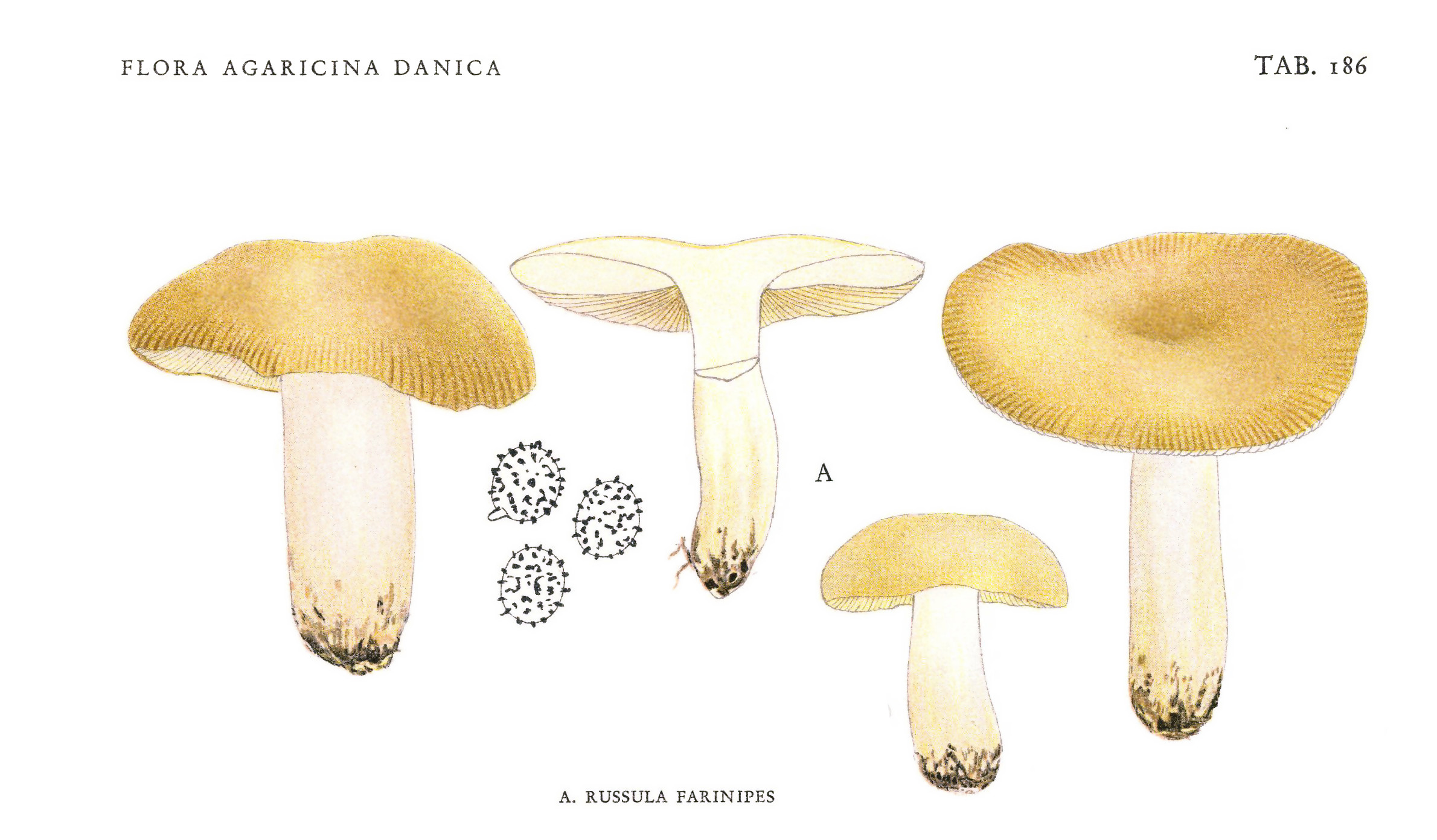

Gołąbek mączysty (Russula farinipes Romell) – gatunek grzybów należący do rodziny gołąbkowatych (Russulaceae).

## Systematyka i nazewnictwo
Pozycja w klasyfikacji według Index Fungorum: Russula, Russulaceae, Russulales, Incertae sedis, Agaricomycetes, Agaricomycotina, Basidiomycota, Fungi.
Po raz pierwszy opisał go w 1893 r. Lars Romell i nadana przez niego nazwa naukowa jest aktualna. Polską nazwę podała Alina Skirgiełło w 1991 r.

## Morfologia
Kapelusz
Średnica 4,5–8,5 cm, twardy i jędrny, początkowo wypukły, potem płaskowypukły, na koniec wyraźnie wklęsły, a nawet prawie lejkowaty, często pofalowany, szeroko płatowaty. Brzeg ostry, karbowany i gruzełkowaty. Powierzchnia o barwie słomkowej, lub żółtoochrowej, czasem z brązowawymi lub rdzawymi plamami. Skórka silnie przyrośnięta, w stanie wilgotnym lepka, w stanie suchym czasem popękana na bardzo drobne ziarenka lub łuseczki.
Blaszki
U dojrzałych okazów dość rzadkie, czasami rozwidlone, przy brzegu ostre, o szerokości do 6 mm, zbiegające na trzon, początkowo białe, potem białożółtawe z brudnym odcieniem. Pomiędzy blaszkami delikatne zmarszczki.
Trzon
Wysokość 3–7 cm, grubość 1–2,5 cm, przeważnie cylindryczny, dość smukły, jędrny, początkowo pełny, ale szybko komorowaty. Powierzchnia początkowo biała, potem brudnożółtawa, u podstawy czasem z niebieskim odcieniem, po dotknięciu brązowawoochrowa, gładka, górą zamszowata, u podstawy czasami drobno ziarnista.
Miąższ
Jędrny, zwarty, w kapeluszu biały, pod skórka nieco żółknący lub lekko brązowiejący, wewnątrz trzonu jasnordzawy. Ma przyjemny, owocowy zapach, i bardzo ostry smak.
Wysyp zarodników
Biały.
Cechy mikroskopowe
Podstawki 40–70 × 17,5–12 µm. Bazydiospory 6–7,5 (–18,2) x 5–6,7 µm, jajowate lub nieco wydłużone, pokryte brodawkami i kolcami, o brodawkach licznych, ostrych i tępych, w odczynniku Melzera amyloidalnych. Pomiędzy brodawkami czasami występują pojedyncze, liczne i drobne brodaweczki. Hilum duże i prawie nieamyloidalne. Liczne cystydy na powierzchni i brzegach blaszek, 54–120 × 6,5–10 µm, o wydłużonych szczytach i 1–3 razy główkowato rozdęte, w sulfowanilinie niemal całkowicie czerniejące. W skórce liczne przewody mleczne, w epikutisie tępe, bezbarwne, septowane i czasami rozgałęzione włoski. Dermatocystydy liczne, o grubości do 9 µm, nieseptowane, zwykle żółtawe.
Gatunki podobne
Jest to nie budzący wątpliwości gatunek. Jego charakterystycznymi cechami są kapelusz o słomkowej barwie, bardzo ostry smak i biały wysyp zarodników. Trudny do odróżnienia może być głównie gołąbek grzebieniasty (Russula pectinata). Gołąbek brudnożółty (Russula ochroleuca) ma gładką skórkę, czasami z zielonkawym odcieniem, brzeg bardziej zaokrąglony, blaszki i trzon jaśniejsze, Gołąbek śmierdzący (Russula foetens) jest większy, śluzowaty i ma wyraźnie nieprzyjemny zapach. Mikroskopowo charakterystyczne dla gołąbka mączystego są szydłowate cystydy.

## Występowanie i siedlisko
Występuje w Ameryce Północnej i Europie. W Polsce Władysław Wojewoda w 2003 r. przytoczył 5 jego stanowisk, w późniejszych latach podano następne. Aktualne stanowiska podaje także internetowy atlas grzybów. Znajduje się w nim na liście gatunków zagrożonych i wartych objęcia ochroną.
Naziemny grzyb mykoryzowy. Występuje w liściastych i mieszanych lasach, przy drogach i na trawiastych placach.

## Znaczenie
Grzyb niejadalny ze względu na piekący smak, być może nawet grzyb trujący. Wśród gołąbków gatunki jadalne rozpoznaje się po łagodnym smaku, gatunki o smaku ostrym są niejadalne lub trujące, wyjątkiem jest gołąbek oliwkowy (Russula olivacea), który mimo łagodnego smaku jest trujący.